# Аміна Бенбухта
Аміна Бенбухта (нар. 1963) — марокканська художниця, фотограф і художник-інсталятор. Вона визнана на міжнародному рівні завдяки своїм сучасним мистецьким роботам, які зосереджуються на соціальних питаннях щодо гендерної політики. На початку своєї кар'єри вона була головною редакторкою модного та культурного журналу Les Aligés. Також вона була частиною групи художників і кураторів Collectif 212, яка займалася підтримкою нового сучасного мистецтва в Марокко.
Аміна Бенбухта, народилась в 1963 році в Касабланці, виросла під час Свинцевих років при королі Хасані II, відомому своїм державним насильством. Її кар'єра як художниці почалася в 1986 році після закінчення Університету Макгілла в Монреалі, де вона спеціалізувалася на антропології та дослідженнях Близького Сходу. Пізніше, у 1988—1990 роках, вона навчалася в Національній школі витончених мистецтв у Парижі. Її роботи демонструвалися на міжнародних виставках, зокрема на Каїрській бієнале (1993) і в Національному музеї жінок і мистецтв у Вашингтоні (1997). Останні виставки проходили в Рабаті, Марокко. Вона також представляє свої роботи в Марокко, Іспанії та Франції та почала відвідувати мистецькі ярмарки з 2008 року в Марракеші.
У 1990-х роках Бенбушта очолював журнал про моду та культуру Les Alignés . Вона також стала співзасновницею Collectif 212, групи кураторів і художників, що підтримують нове сучасне мистецтво в Марокко. Серед членів колективу були Хасан Ечаїр, Сафаа Ерруас, Джаміла Ламрані, Імад Мансур, Міріам Міхінд та Юнес Рахмун.
У 1997 році вона провела свою першу резиденцію в Hôpital des Enfant Maladies у Рабаті, Марокко, а у 2004 році — другу резиденцію в Musée de Marrakech/Maroc-France у Марракеші, а в 2008 році — третю резиденцію в Castel de Denia в Іспанії.
Завдяки своїм картинам, інсталяціям і фотографіям вона спирається на своє антропологічне дослідження, щоб розмірковувати про повсякденні предмети, людину та її культурне середовище. Вона висвітлює зосереджена проблеми гендерної політики у своє мистецтво.